# Jesús Delgado Álvarez
Jesús Delgado Álvarez (Tuiza, Asturias, 25 de diciembre de 1872-Lima, 12 de febrero de 1967), que normalmente firmaba sus escritos como Jesús Delgado (habiendo utilizado también los seudónimos L. de Gádez, Álvaro Lesusje de Gádez y Un Agustino), fue un religioso y escritor agustino español.

## Biografía
Jesús Delgado Álvarez nació en Tuiza, parroquia del municipio de Lena (Asturias) el 25 de diciembre de 1872.
Tomó el hábito agustiniano el 10 de septiembre de 1888 en el Real Colegio Seminario de Valladolid. Siguió sus estudios eclesiásticos en el Monasterio de La Vid, en Burgos, y en el de El Escorial, terminando su formación en Manila, a donde había sido destinado en 1896.
Su primer destino fue en las Islas Filipinas, como misionero en Trinidad (Benguet), Basao y Tagudín. Colaboró con algunas publicaciones periódicas filipinas, como Libertas, La Independencia Filipina y La Voz Española.
En 1900 volvió a Asturias, primero como docente del Colegio de la Encarnación de Llanes, luego, en 1911, como director del colegio que los Padres Agustinos tenían en Tapia de Casariego, y después en 1913 al convento de Gijón. En este último destino trabajó especialmente con la Asociación de Madres Cristianas, el Apostolado de la Oración, la Cofradía de la Consolación y la Escuela-Taller de Santa Rita. En esta época asturiana colaboró con El Oriente de Asturias y con la revista Covadonga.
En 1918 fue nombrado maestro de profesos del seminario agustiniano en Valladolid, el Real Colegio de los Padres Agustinos Filipinos, cargo al que presentó su renuncia en 1921.
Destinado a Madrid, formó parte del consejo de redacción de la revista España y América (de la que fue director a partir de 1925) y colaboró en numerosas publicaciones como Religión y Cultura, Las Misiones Católicas, Vestir al Desnudo, o Pueblo. Durante esta época mantuvo diversas polémicas en contra de la imposición por parte del gobierno del llamado "texto único" en la enseñanza.
El obispo de Segovia Manuel de Castro Alonso solicitó su ayuda para restaurar la orden jerónima, con lo que inició un periodo de vida monacal en agosto de 1925 en el Monasterio de Santa María de El Parral, como prior y maestro de novicios, labor que realizó hasta 1930.
Hacia 1934 se trasladó a Italia, donde residió en los conventos de Pavía y Perusa. En este último lugar fue rector del Santuario de Santa Rita de Casia. Estando en Italia colaboró con el boletín Dalle Apialle Rose.
La última etapa de su vida residió en Perú, a donde llegó el 3 de febrero de 1937. En 1939 fue elegido como superior del Convento de San Agustín de Lima, y director del Colegio entre 1940 y 1946. Durante su dirección, promovió la creación del Consorcio de Colegios Católicos y de la Asociación de Padres de Familia de los Colegios Católicos. En esta etapa peruana fue asiduo colaborador de revistas y periódicos como El Comercio, Verdades, El Mensaje de Fátima (publicación de la que fue fundador), Misiones Agustinianas, Mundo Agustino y otras.
Falleció en el Convento de San Agustín el 12 de febrero de 1967.

## Obras
- Las tres villas de la costa: Luarca, Tapia y Ribadeo, Ribadeo 1908.
- Novena al gran Padre y doctor de la Iglesia San Agustín, Valladolid, 1920.
- Novena de Santa Mónica, Madrid 1922.

- D. Andrés Manjón: bosquejo de su figura y de su obra pedagógica, patriótica y social, Madrid 1923.

- La Religión en la escuela ante la conciencia del maestro: conferencia dicha a una asociación de maestros y maestras de esta Corte, "Enseñanza Católica", el día 15 de Abril de 1923, Madrid 1923.

- Novena a Santa Mónica, Sâo Paolo 1923.

- Mirando a la patria: la hora presente: objeciones y respuestas a la labor del Directorio Militar: las juventudes se reorganizan, Madrid 1925.

- Historia de la vida y admirables virtudes de Sor Melchora de los Sagrados Corazones: monja agustina recoleta natural de la villa de Gijón, Valladolid 1926.

- Cuestiones pedagógicas de actualidad: el texto único: objeciones y ventajas; el Estado, el catedrático y el alumno ante el texto único oficial, Madrid 1927.
- En plena polémica sobre cuestiones pedagógicas de actualidad: (contestando a D. J. Rogerio Sánchez, Catedrático del Instituto de S. Isidro de Madrid); andanzas de nuestra pedagogía nacional: principios reconocidos y delitos confesados: puntos de discusión: el peor mal de los males de nuestra pedagogía y su único remedio, Madrid 1927.
- Cuestiones pedagógicas de actualidad: texto único: libertad de enseñanza: Plan completo de Bachillerato: males y remedios de la enseñanza, Madrid 1928.
- Curso de educación moral y religiosa: (conforme al programa oficial para tercer año de I. M.), Lima 1940.
- Hojas caídas: sólo Él... esperanza nuestra: el genio de un siglo: santa y guerrera: versos del claustro: huellas del peregrino: de sobremesa por los planteles, Lima 1958.
- Textos escolares para el V año de Instrucción Media: la fe ante la razón, Lima.
- Textos escolares para el V año de Instrucción Media: lógica elemental, Lima.
- Textos escolares para el V año de Instrucción Media: ética novísima, Lima.
- Textos escolares para el IV año de Instrucción Media: lecciones de Psicología, Lima.